# 努尔·菲德茨
努尔·菲德茨（荷蘭語：Noor Vidts，1996年5月30日—），比利时女子田径运动员，2022年世界室内田径锦标赛女子五项全能金牌得主、2024年世界室内田径锦标赛女子五项全能金牌得主。